# The Manchurian Candidate (2004)
The Manchurian Candidate (bra: Sob o Domínio do Mal; prt: O Candidato da Verdade) é um filme norte-americano de 2004, um suspense dirigido por Jonathan Demme. É um remake do filme homônimo de 1962 com Frank Sinatra.

## Sinopse
Ben Marco é um soldado que, no meio da Guerra do Golfo, é sequestrado pelo inimigo, juntamente com as suas tropas. Alguns anos depois, já em sua casa, Ben começa a lembrar-se do processo de lavagem cerebral pelo qual passou enquanto esteve preso, que fazia com que obedecesse ordens sem contestá-las. Com um dos seus companheiros de tropa, Raymond Shaw, agora concorrendo a um cargo na vida política do país, Ben tenta entrar em contato com ele, temendo que ele esteja a ser controlado neste exacto momento.[carece de fontes?]

## Elenco
- Denzel Washington .... Ben Marco
- Meryl Streep .... Eleanor Shaw
- Liev Schreiber .... Raymond Shaw
- Jeffrey Wright .... Al Melvin
- Kimberly Elise .... Rosie
- Jon Voight .... senador Thomas Jordan
- Ted Levine .... coronel Howard
- Miguel Ferrer .... coronel Garret
- Bruno Ganz .... Delp
- Tom Stechschulte .... Robert Arthur
- Pablo Schreiber .... Eddie Ingram
- Anthony Mackie .... Robert Baker
- Dorian Missick .... Owens
- Jose Pablo Cantillo .... Villalobos
- Teddy Dunn .... Wilson
- Joaquin Perez-Campbell .... Atkins
- Adam LeFevre .... congressista Healy
- Ann Dowd .... congressista Becket
- Obba Babatundé .... senador Wells
- Simon McBurney .... Atticus Noyle
- Charles Napier .... general Sloan
- Robert W. Castle .... general Wilson
- Dean Stockwell .... Mark Whiting
- Vera Farmiga ... Jocelyne Jordan

## Recepção
O público pesquisado pelo CinemaScore deu ao filme uma nota média de "B+" em uma escala de A+ a F.
No consenso do agregador de críticas Rotten Tomatoes diz: "Embora não seja o clássico seu antecessor, é essa atualização bem atuada e evoca uma ressonância refrigerada" Na pontuação onde a equipe do site categoriza as opiniões da grande mídia e da mídia independente apenas como positivas ou negativas, o filme tem um índice de aprovação de 80% calculado com base em 211 comentários dos críticos. Por comparação, com as mesmas opiniões sendo calculadas usando uma média aritmética ponderada, a nota alcançada é 7,5/10.